# Bangkok Maru
Bangkok Maru – japoński statek towarowy oddany do służby w 1937 roku, w czasie wojny na Pacyfiku pełniący funkcję krążownika pomocniczego.
W latach 1937–1941 pływał pod flagą linii żeglugowych Ōsaka Shōsen Kaisha. W sierpniu 1941 roku został zarekwirowany przez Cesarską Marynarkę Japońską i przebudowany na krążownik pomocniczy. W czasie działań wojennych pełnił służbę na wodach okalających Wyspy Japońskie oraz był wykorzystywany do transportu żołnierzy i wyposażenia do wysuniętych baz na Pacyfiku. 20 maja 1943 roku został zatopiony przez amerykański okręt podwodny USS „Pollack” nieopodal Wysp Marshalla. Wraz z nim zginęło 502 japońskich żołnierzy i członków załogi.

## Dane techniczne
Był statkiem towarowym o długości 114,69 metrów, szerokości 17 metrów i zanurzeniu 10 metrów. Jego pojemność wynosiła 5348 BRT.
Był wyposażony w jedną śrubę. Napęd zapewniały dwa silniki dieslowskie Mitsubishi-Sulzer o łącznej mocy 488 NHP. Osiągał prędkość 18 węzłów.
Podczas przebudowy latem i jesienią 1941 roku został wyposażony w uzbrojenie w postaci czterech pojedynczych dział kal. 120 mm oraz pojedynczego karabinu maszynowego kal. 7,7 mm. Ponadto mógł przewieźć i postawić do 500 min morskich .

## Historia

### Służba cywilna
Budowę statku rozpoczęto 11 listopada 1936 roku w stoczni Mitsubishi Jūkōgyō Kabushiki Kaisha w Kobe na zamówienie linii żeglugowych Ōsaka Shōsen Kaisha (OSK). Wodowanie miało miejsce 30 marca 1937 roku; wtedy też jednostce nadano nazwę „Bangkok Maru” .
20 września 1937 roku udała się w swój dziewiczy rejs. Trasę z Kobe do Bangkoku pokonała w osiem dni, a więc o pięć dni krócej niż wynosiła standardowa długość rejsu na tym szlaku .
W latach 1937–1941 statek przewoził towary pod flagą linii OSK. Zazwyczaj raz na trzy tygodnie wypływał w rejs na trasie Wyspy Japońskie – Sajgon – Bangkok .

### II wojna światowa
15 sierpnia 1941 roku, na kilka miesięcy przed wybuchem wojny na Pacyfiku, „Bangkok Maru” został zarekwirowany przez Cesarską Marynarkę Japońską. W stoczni Ujina Zosen w Hiroszimie przebudowano go na krążownik pomocniczy. Modernizację zakończono 12 października 1941 roku .
Jego pierwszą misją w nowej roli było postawienie obronnej zagrody minowej w Kanale Bungo . Do grudnia 1942 roku pełnił służbę na wodach okalających Wyspy Japońskie. Wśród zadań, które realizował w tym okresie, znalazło się m.in. stawianie kolejnych zagród minowych oraz dokonywanie inspekcji sowieckich statków handlowych, które przepływały przez japońskie wody .
27 sierpnia 1942 roku w pobliżu Saiki „Bangkok Maru” zderzył się z okrętem podwodnym I-8. Obie jednostki odniosły niewielkie uszkodzenia .
10 grudnia 1942 roku wypłynął w konwoju z Yokosuki, przewożąc żołnierzy Specjalnych Oddziałów Desantowych Cesarskiej Marynarki Wojennej. Po trwającym pięć dni rejsie dotarł do atolu Turk w archipelagu Karolinów. Tam odłączył się od konwoju, by 22 grudnia zawinąć do Rabaulu, gdzie wyładowano żołnierzy i ładunek .
28 lutego 1943 roku ponownie wypłynął w konwoju z Yokosuki, przewożąc pododdziały 6. Specjalnego Oddziału Desantowego „Yokosuka”. Tym razem jednak po postoju w Turk udał się na atol Tarawa w archipelagu Wysp Gilberta. Po wyładowaniu żołnierzy i sprzętu powrócił przez Saipan do Japonii .

### Zatopienie
4 maja 1943 roku „Bangkok Maru” kolejny raz wypłynął z Yokosuki w niewielkim konwoju, w którego skład wchodziły statek „Mamiya” oraz niszczyciel „Ikazuchi”. 12 maja konwój zawinął do Turk, skąd po czterech dniach „Bangkok Maru” wznowił rejs, tym razem wyłącznie w towarzystwie „Ikazuchiego” . Na statku znajdowało się około 800 żołnierzy ze sformowanego ad hoc batalionu Cesarskiej Armii Japońskiej. Mieli oni zluzować stacjonujący na atolu Tarawa 7. Specjalny Oddział Desantowy „Sasebo” .
Dzięki złamaniu japońskich szyfrów Amerykanie byli w stanie przechwycić „Bangkok Maru” . 20 maja, gdy statek wraz z niszczycielem znajdowały się w pobliżu atolu Jaluit na Wyspach Marshalla, zaatakował je amerykański okręt podwodny USS „Pollack”. Około godziny 15:00 wystrzelił salwę czterech torped, z których trzy dosięgły „Bangkok Maru”. Statek zatonął na pozycji 06°47′N 169°42′E/6,783333 169,700000. Zginęło sześciu członków załogi oraz 496 żołnierzy . 
„Ikazuchi” natychmiast przystąpił do kontrataku. „Pollack” odniósł uszkodzenia na skutek eksplozji bomb głębinowych, nie były one jednak na tyle poważne, by zmusić go do przerwania patrolu . Rozbitkowie z „Bangkok Maru” zostali uratowani przez niszczyciel oraz przysłany na ratunek pomocniczy ścigacz okrętów podwodnych „Kyo Maru nr 7” . Zabrano ich na Jaluit, gdzie pozostali do końca wojny .
Zatopienie „Bangkok Maru” paradoksalnie utrudniło Amerykanom zdobycie Tarawy, gdyż spowodowało, że zaplanowana przez japońskie dowództwo wymiana oddziałów nie doszła do skutku. W konsekwencji amerykańscy marines, którzy 20 listopada 1943 roku wylądowali na Tarawie musieli zmierzyć się z jednostką, która była dwukrotnie silniejsza oraz lepiej wyszkolona i wyposażona, niż batalion, który docelowo miał bronić atolu .